# Mark Lewis-Francis
Mark Lewis-Francis (ur. 4 września 1982 w Darlaston) – brytyjski lekkoatleta specjalizujący się w biegach sprinterskich, a następnie bobsleista.
Złoty medalista olimpijski w biegu rozstawnym. Zdobył dwa brązowe krążki mistrzostw świata oraz dwukrotnie był medalistą mistrzostw Starego Kontynentu. Pierwsze sukcesy zaczął odnosić jeszcze jako junior młodszych i junior zdobywając medale imprez międzynarodowych w tych kategoriach wiekowych. Stawał na podium mistrzostw Wielkiej Brytanii (w hali i na stadionie) w różnych kategoriach wiekowych.

## Kariera

### Lekkoatletyka
Międzynarodową karierę zaczynał w 1999 roku kiedy to został mistrzem świata juniorów młodszych oraz wicemistrzem Europy juniorów w biegu sprinterskim na 100 metrów. Rok później zdobył złoty medal i tytuł mistrza świata juniorów. Sezon 2001 zaczął od brązu halowych mistrzostw globu w biegu na 60 metrów, a latem wygrał bieg na 100 metrów podczas juniorskich mistrzostw Starego Kontynentu. W kolejnym roku został halowym wicemistrzem Europy na 60 metrów oraz zajął siódme miejsce w igrzyskach Wspólnoty Narodów. Na igrzyskach olimpijskich w Atenach (2004) razem z kolegami z reprezentacyjnej sztafety sięgnął po złoto w biegu rozstawnym 4 × 100 metrów. Mark Lewis-Francis zdobył srebrny medal w biegu na 60 m podczas halowych mistrzostw Europy w Madrycie w 2005 roku, jednak testy dopingowe wykazały, iż palił on marihuanę, przez co medal został mu odebrany. Zgodnie z wytycznymi Brytyjskiego Komitetu Olimpijskiego każdy zawodnik, który ma na swoim koncie wpadkę dopingową ma dożywotni zakaz startów na igrzyskach olimpijskich w barwach Wielkiej Brytanii. Dla Lewisa-Francisa zrobiono jednak wyjątek, biorąc pod uwagę fakt, iż palenie marihuany nie pomaga w żaden sposób w osiąganiu lepszych wyników w sprincie. W biegu sztafetowym 4 × 100 metrów zdobył brąz na mistrzostwach świata w 2005 oraz rok później został mistrzem Europy. Ponownie na najniższym stopniu podium brytyjska sztafeta z Lewisem-Francisem w składzie stanęła w 2007 na mistrzostwach świata w Osace. Duże sukcesy odniósł w 2010, kiedy to w biegu na 100 metrów zdobył srebrny medal mistrzostw Europy, był trzeci w zawodach pucharu interkontynentalnego oraz wywalczył srebrny medal na igrzyskach Wspólnoty Narodów.

### Bobsleje
Pod koniec listopada 2015 Lewis-Francis zadebiutował w oficjalnych zawodach międzynarodowych w boslejach. Występując jako rozpychający, w dwójce z Bruce'em Taskerem, zajął 8. miejsce w zawodach Pucharu Europy.

## Osiągnięcia
| Rok  | Impreza                               | Miejsce    | Konkurencja        | Lokata      | Wynik    |
| ---- | ------------------------------------- | ---------- | ------------------ | ----------- | -------- |
| 1999 | Mistrzostwa Europy juniorów           | Ryga       | bieg na 100 m      | 2. miejsce  | 10,37    |
| 1999 | Mistrzostwa świata juniorów młodszych | Bydgoszcz  | bieg na 100 m      | 1. miejsce  | 10,40    |
| 2000 | Mistrzostwa świata juniorów           | Santiago   | bieg na 100 m      | 1. miejsce  | 10,12    |
| 2000 | Mistrzostwa świata juniorów           | Santiago   | sztafeta 4 × 100 m | 1. miejsce  | 39,05    |
| 2001 | Halowe mistrzostwa świata             | Lizbona    | bieg na 60 m       | 3. miejsce  | 6,51     |
| 2001 | Superliga pucharu Europy              | Brema      | bieg na 100 m      | 1. miejsce  | 10,13    |
| 2001 | Mistrzostwa Europy juniorów           | Grosseto   | bieg na 100 m      | 1. miejsce  | 10,09    |
| 2001 | Mistrzostwa Europy juniorów           | Grosseto   | sztafeta 4 × 100 m | 1. miejsce  | 39,24 CR |
| 2001 | Mistrzostwa świata                    | Edmonton   | bieg na 100 m      | półfinał    | 10,26    |
| 2002 | Halowe mistrzostwa Europy             | Wiedeń     | bieg na 60 m       | 2. miejsce  | 6,55     |
| 2002 | Igrzyska Wspólnoty Narodów            | Manchester | bieg na 100 m      | 7. miejsce  | 10,54    |
| 2003 | Halowe mistrzostwa świata             | Birmingham | bieg na 60 m       | 4. miejsce  | 6,57     |
| 2003 | Superliga pucharu Europy              | Florencja  | bieg na 100 m      | 1. miejsce  | 10,22    |
| 2003 | Mistrzostwa świata                    | Paryż      | bieg na 100 m      | półfinał    | 10,44    |
| 2004 | Igrzyska olimpijskie                  | Ateny      | bieg na 100 m      | półfinał    | 10,28    |
| 2004 | Igrzyska olimpijskie                  | Ateny      | sztafeta 4 × 100 m | 1. miejsce  | 38,07    |
| 2005 | Superliga pucharu Europy              | Florencja  | bieg na 100 m      | 2. miejsce  | 10,10    |
| 2005 | Superliga pucharu Europy              | Florencja  | sztafeta 4 × 100 m | 1. miejsce  | 38,67    |
| 2005 | Mistrzostwa świata                    | Helsinki   | bieg na 100 m      | ćwierćfinał | 10,53    |
| 2005 | Mistrzostwa świata                    | Helsinki   | sztafeta 4 × 100 m | 3. miejsce  | 38,27    |
| 2006 | Mistrzostwa Europy                    | Göteborg   | bieg na 100 m      | 5. miejsce  | 10,16    |
| 2006 | Mistrzostwa Europy                    | Göteborg   | sztafeta 4 × 100 m | 1. miejsce  | 38,91    |
| 2006 | Puchar świata                         | Ateny      | sztafeta 4 × 100 m | 2. miejsce  | 38,45    |
| 2006 | Igrzyska Wspólnoty Narodów            | Melbourne  | bieg na 100 m      | ćwierćfinał | 10,41    |
| 2007 | Superliga pucharu Europy              | Monachium  | sztafeta 4 × 100 m | 1. miejsce  | 38,30    |
| 2007 | Mistrzostwa świata                    | Osaka      | bieg na 100 m      | półfinał    | 10,19    |
| 2007 | Mistrzostwa świata                    | Osaka      | sztafeta 4 × 100 m | 3. miejsce  | 38,30    |
| 2010 | Mistrzostwa Europy                    | Barcelona  | bieg na 100 m      | 2. miejsce  | 10,18    |
| 2010 | Mistrzostwa Europy                    | Barcelona  | sztafeta 4 × 100 m | eliminacje  | 39,49    |
| 2010 | Puchar interkontynentalny             | Split      | bieg na 100 m      | 3. miejsce  | 10,16    |
| 2010 | Igrzyska Wspólnoty Narodów            | Nowe Delhi | bieg na 100 m      | 2. miejsce  | 10,20    |
| 2010 | Igrzyska Wspólnoty Narodów            | Nowe Delhi | sztafeta 4 × 100 m | 1. miejsce  | 38,74    |

## Rekordy życiowe
- bieg na 100 metrów – 10,04 s (2002)
- bieg na 60 metrów (hala) – 6,51 s (2001) – halowy rekord świata juniorów